# جان بابتيست بوري من سانت فنسنت
جان بابتيست جينيفيف مارسيلين بوري من سانت فنسنت عالم تاريخ طبيعي، وضابط، وسياسي فرنسي. ولد في 6 يوليو 1778 في آجن (لوت وغارون) وتوفي في 22 ديسمبر 1846 في باريس. عالم أحياء وجغرافي، اهتم خصوصًا بعلم البراكين، والنظاميات، وعلم النبات. يستخدم اختصار المؤلف القياسي بوري للإشارة إلى هذا الشخص باعتباره المؤلف عند الاستشهاد باسم نباتي.

## حياته

### شبابه
ولد جان بابتيست بوري من سانت فنسنت في آجن في 6 يوليو 1778. والداه هما جيرود بوري من سانت فنسنت ومادلين من جورنو؛ كانت عائلة والده من النبلاء البسيطين الذين لعبوا أدوارًا مهمة في نقابة المحامين وفي القضاء وأثناء الثورة الفرنسية وبعدها. غُرِسَت فيه مشاعر معاداة الثورة منذ الطفولة، ودرس أولًا في كلية آجن، ثم مع عمه جورنيو-أوبر في بوردو عام 1787. ربما حضر دورات في الطب والجراحة منذ عام 1791 وحتى عام 1793. خلال عهد الإرهاب في عام 1793، تعرضت عائلته للاضطهاد ولجأت إلى اللاند.
في عام 1794، بصفته عالمًا طبيعيًا سابقًا لأوانه، يبلغ من العمر 15 عامًا، كان بوري فعالًا في تحرير عالم الحشرات بييار أندريه لاتريل من السجن، والذي قرأ أعماله المبكرة، وأنقذه من الترحيل إلى مستعمرة كايين الجزائية. أصبح لاتريل فيما بعد أحد علماء الحشرات الرائدين في عصره، وبقي هو وبوري صديقين مدى الحياة. أرسل بوري منشوراته العلمية الأولى إلى أكاديمية بوردو في العام نفسه، وبالتالي اتصل بالعديد من علماء الطبيعة المعروفين، وكان ديودات بامتيت دي دولوميو طالب جيولوجي وعالم معادن في مدرسة باريس للمناجم.
بعد وفاة والده، انضم إلى الجيوش الثورية الفرنسية في عام 1799. وبفضل توصية جان جيرار لاكي، من آجن أيضًا، سرعان ما عُين ملازمًا ثانيًا. خدم أولًا في جيش الغرب، ثم في جيش نهر الراين بأوامر من الجنرال جان فيكتور ماري مورو. ثم عُين في برطانية وانتقل إلى رين؛ في هذا الوقت اكتسب مشاعره البونابرتية.

### الرحلات الاستكشافية الأولى في محيطات أفريقيا
في عام 1799، علم بوري بالخروج المرتقب لبعثة علمية إلى أستراليا نظمتها الحكومة وحصل، بفضل عمه وعالم الطبيعة الشهير برنار جيرمان دي لاسيبيد، على منصب كبير علماء النبات على متن إحدى الطرادات الثلاث المشاركة. بعد أن غادر جيش الغرب في نهاية أغسطس وتلقى من وزارة الحرب إجازة إلى أجل غير مسمى، غادر بوري باريس في 30 سبتمبر، وانطلق من لوهافر في 19 أكتوبر 1799 على متن السفينة الحربية ناتوراليست بقيادة النقيب نيكولا بودان.
بعد عدة توقفات في ماديرا وجزر الكناري والرأس الأخضر ثم جولة حول رأس الرجاء الصالح، وفي منتصف الرحلة، غادر بوري فجأة سفينة القبطان بودان الذي كان في صراع معه، واستكشف بمفرده (وبموارد محدودة) عدة جزر في البحار الأفريقية. زار موريشيوس في مارس 1800 أثناء توقف الرحلة. من هناك، أبحر إلى جزيرة ريونيون المجاورة، حيث صعد في أكتوبر 1801 إلى بيتون دي لا فورنيز، البركان النشط للجزيرة، وكتب أول وصف علمي عام له. كان قد علم بوفاة أستاذه السابق دولوميو، فأطلق اسمه على إحدى الحفر التي وصفها بأنها تل صغير. أطلق اسمه على فوهة القمة، فوهة بوري. في طريق العودة، واصل استكشافاته الجغرافية والفيزيائية والنباتية في جزيرة سانت هيلينا.
عاد بوري إلى فرنسا بحلول 11 يوليو 1802 وعلم أن والدته توفيت أثناء غيابه. نشر مقاله عن أرخبيل جزر الكناري، فأكسبه الانتخابات أولًا كمراسل للمتحف الوطني للتاريخ الطبيعي في أغسطس 1803، ولاحقًا كمراسل من الدرجة الأولى لمعهد فرنسا (قسم العلوم الفيزيائية) في ربيع عام 1808. في عام 1804، نشر رحلته في الجزر الأربع الرئيسية لبحار إفريقيا.

### حملات عسكرية
بعد عودته، استأنف الخدمة في الجيش، ورُقي إلى رتبة نقيب، ونُقل إلى فوج الفرسان الخامس، في فيلق الجيش الثالث للمارشال دافوت، والذي أصبح مساعد قائد الأركان في 3 أكتوبر 1804. ثم عُين في معسكر بولوني لإنشاء جيش الإمبراطور نابليون الأول.
منذ عام 1805 وحتى عام 1814، اتبع بوري الجزء الأكبر من حملات نابليون داخل الجيش الكبير. في عام 1805 شارك في حملة النمسا كقائد للفرسان وكان حاضرًا في معركة أولم (15-20 أكتوبر 1805) وفي معركة أوسترليتز (2 ديسمبر 1805). ثم أمضى الكابتن بوري عامين في بروسيا وبولندا وقاتل في معركة يينا (14 أكتوبر 1806) وفي معركة فريدلند (14 يونيو 1807). واصل رسم الخرائط العسكرية لفرانكونيا وسوابيا وخلال زياراته إلى بافاريا وفيينا وبرلين، ووجد أعماله الخاصة مترجمة إلى الألمانية، انتهز الفرصة للقاء العديد من العلماء بما في ذلك عالما النبات نيكولاوس يوزف فون ياكوين، وكارل لودفيغ فيلدينوف، اللذين استقبلاه بأذرع مفتوحة وقدموا له هدايا قيمة. في أكتوبر 1808، خدم في طاقم المارشال نيي، الذي سرعان ما تركه ليلتحق بالمارشال سول، دوق دالماسيا، كمرافق شخصي، في أكتوبر 1809. بعد ترقيته إلى رائد، شارك بوري بشكل أساسي في الاستطلاع العسكري بفضل مهاراته في العمل الرسومي. منذ عام 1809 وحتى عام 1813، شارك في الحملة الفرنسية على إسبانيا، وتميز في حصار بطليوس في ربيع 1811، في معركة كيبارا وفي معركة البويرة (16 مايو 1811). بعد أن وضعته الأحداث على رأس القوات التي شكلت حامية آجن، وجد نفسه يقود جنودًا من مسقط رأسه لمدة أسبوعين تقريبًا. في مايو 1811 أصبح قائد سربٍ، ثم عُين فارس جوقة الشرف وحصل على رتبة مقدم بحلول نهاية العام.
إلى جانب سول، غادر بوري إسبانيا على عجل للمشاركة في الحملة الألمانية والمشاركة في معركة لوتسن (2 مايو 1813) وفي معركة باوتسن (20-21 مايو 1813). بعد هذه الانتصارات، عاد إلى وطنه لحملة فرنسا عام 1814 وقاتل في معركة أورثيز (27 فبراير 1814). كما شارك في معركة تولوز (10 أبريل 1814)، وفي اليوم التالي نظم قوات من الثوار والكشافة في منطقته آجن. بعد تنازل نابليون الأول عن العرش في أبريل 1814 ونفيه إلى جزيرة إلبا، اطلع عليها بوري في آجن في 13 أبريل 1814، ذهب إلى باريس.
استدعى المارشال سول، الذي انضم إلى الحكومة الجديدة وعُيِّن وزيرًا للحرب، بوري إلى موظفيه وعينه برتبة عقيد. عرِض على بوري وبسبب عمله الطبوغرافي، في 10 أكتوبر 1814، العمل في مستودع الوزارة للخرائط والمحفوظات. ظل هناك حتى حظره في 25 يوليو 1815. عمل بوري أيضًا في الأعمال العلمية والأدبية، وشارك في كتابة الجريدة الليبرالية الساخرة المناهضة للملكية والمؤيدة للبونابرتية، نا جون.

### نفي سياسي
عند عودة نابليون من المنفى، انتخِب بوري من قبل لوت وغارون، في 16 مايو 1815، لمنصب ممثل آجن في غرفة المئة يوم وجلس مع الليبراليين. أعلن الدستور، وألقى خطابًا مدويًا أمام المنبر، وعارض بشدة وزير الشرطة، جوزيف فوشيه، دوق أوترانتو.
بغيابه عن معركة واترلو، شهد تنازل نابليون الأول عن العرش وعودة الملك لويس السابع عشر، واقتصر تمثيله النيابي على الهيئة التشريعية. وضعه فوشيه على قوائم الحظر بموجب الأمر الصادر في 24 يوليو 1815، الذي أدان 57 شخصًا لخدمتهم نابليون خلال المئة يوم بعد أن بايعوا لويس الثامن عشر، لجأ بوري لأول مرة إلى وادي مونتمورنسي، ومن هناك نشر، متخفيًا، تبرير تصرفات وآراء إم. بوري من سانت فنسنت.